# Crimen de Cuenca
El crimen de Cuenca o caso Grimaldos fue un caso de torturas por parte de la Guardia Civil debido a un supuesto caso de asesinato que nunca tuvo lugar y que, por la relevancia de la negligencia judicial y policial cometida, ha pasado a la historia del derecho español. En teoría, el crimen había tenido lugar entre las localidades de Tresjuncos y Osa de la Vega en la provincia de Cuenca (España) en el año 1910.
El caso inicialmente se cerró por falta de pruebas, aunque poco después se volvió a reabrir. En esta nueva apertura del caso las investigaciones policiales y judiciales fueron irregulares desde el primer momento, y la misma incluyó tortura, numerosos abusos policiales y finalmente penas de prisión para los acusados. Sin embargo, años después se descubrió que la persona supuestamente asesinada continuaba con vida, por lo que la justicia hubo de intervenir nuevamente para anular las condenas y dictaminar la indemnización de los acusados. Así, el crimen de Cuenca ha pasado a la historia del derecho español como un caso paradigmático de error judicial.
En 1981 se estrenó El crimen de Cuenca, película dirigida por Pilar Miró. Basada en estos hechos, la película causó un gran impacto en la sociedad española de entonces.

## Historia

### Los hechos

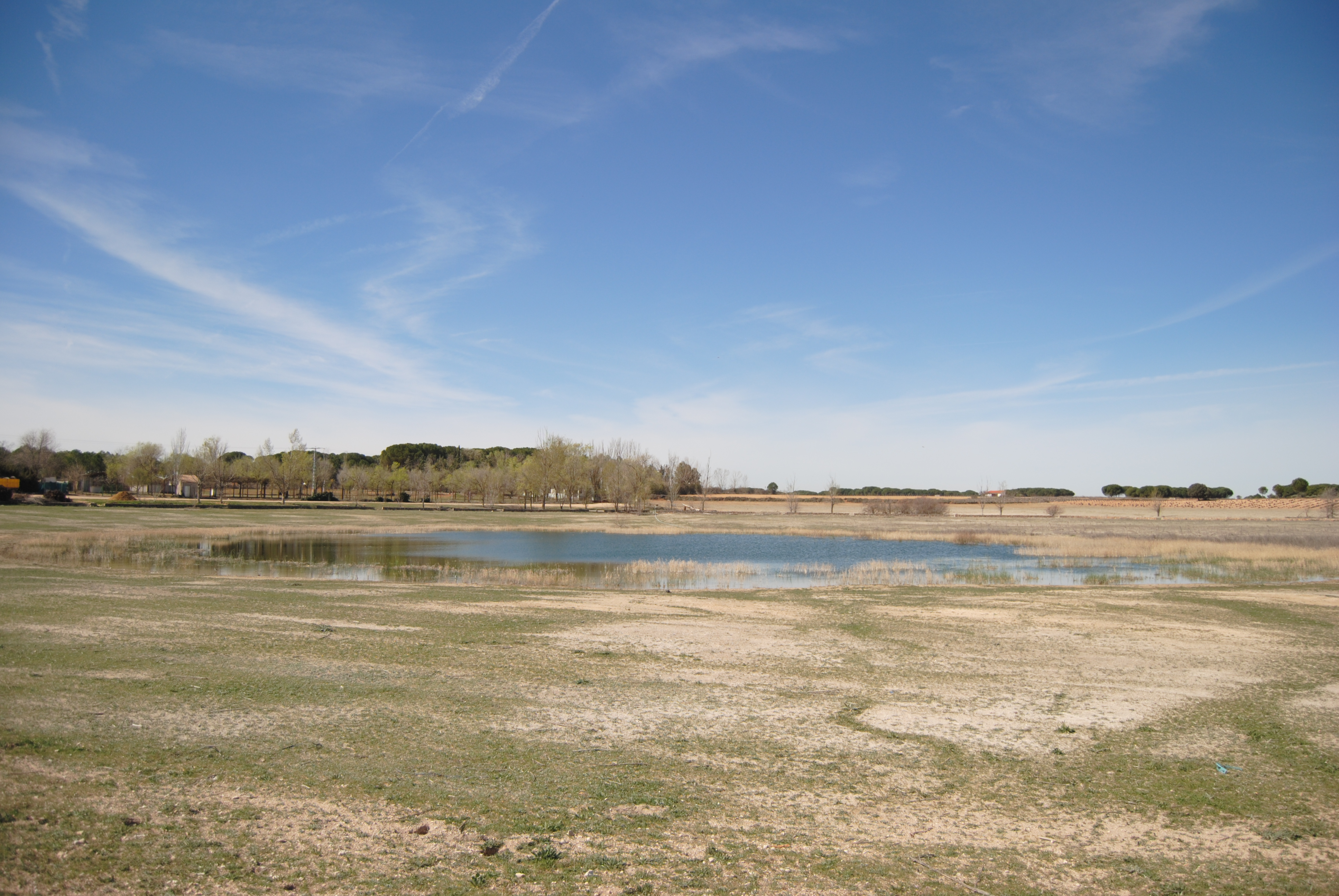
La Celadilla.

José María Grimaldos López, un joven pastor natural de Tresjuncos, provincia de Cuenca, de veintiocho años y apodado «el Cepa» (al parecer por su baja estatura y pobre entendimiento) trabajaba en la finca El Palomar de Francisco Antonio Ruiz, alcalde de Osa de la Vega. Era objeto de continuas burlas por parte de León Sánchez Gascón, apodado «el Pastor», mayoral de la finca, y también por el guarda Gregorio Valero Contreras, apodado «el Varela», ambos con fama de anarquistas y vecinos de Osa de la Vega.
El 20 de agosto de 1910, José María vendió unas ovejas de su propiedad y desapareció. Posteriormente se averiguó que fue a tomar unos baños a La Celadilla, laguna a cuyas aguas y barros se asignaba propiedades curativas, y que se encuentra situada en el término municipal de El Pedernoso a unos 4 km de la población. Después de varias semanas desde su desaparición, comenzaron a correr rumores por los alrededores del pueblo de Tresjuncos sobre el posible asesinato de José con objeto de robarle el dinero que había obtenido por la venta de las ovejas. Al tener conocimiento los familiares de las burlas que José María recibía, puesto que él mismo las comentaba continuamente cuando estaba en casa, decidieron presentar denuncia de la desaparición en el juzgado de Belmonte. Acusaron a León y a Gregorio de haberlo matado, por lo que fueron detenidos para ser llevados a juicio. Tras interrogar a los detenidos, se instruyó el sumario y el juez puso a los acusados en libertad por falta de pruebas. En septiembre de 1911 la causa fue sobreseída.

### Nueva acusación y encarcelamiento
Al cabo de un par de años, en 1913, por insistencia de los familiares de Grimaldos se reabrió el caso. La familia de José María volvió a denunciar coincidiendo con la llegada del nuevo juez a Belmonte, Emilio Isasa Echenique. Nuevamente, se volvió a cursar orden de detención a los mismos sospechosos, iniciándose así un largo proceso de calvario para ellos.
La Guardia Civil comenzó a torturar y maltratar a los detenidos a fin de conseguir las confesiones de la muerte de José María y averiguar también el paradero de su cadáver. Separados el uno del otro en diferentes celdas de la prisión de Belmonte, eran alimentados solo a base de bacalao sin desalar y privados de agua. Fueron sometidos a interrogatorios en los que recibieron palizas, fueron colgados en vilo por los genitales y les extrajeron dientes, uñas y vello facial con tenazas de herrar. Terminaron por confesar, culpándose el uno al otro. Entre diversas versiones sobre el paradero del cuerpo (unas veces dijeron que lo habían quemado, otras enterrado en el cementerio), este nunca se halló, ante lo cual confesaron haberlo descuartizado, dado los pedazos a los cerdos y después machacado los huesos hasta pulverizarlos.
El 11 de noviembre de 1913 y por orden del juez de Belmonte, el juez de Osa de la Vega levanta acta de defunción haciendo constar que José María Grimaldos López, natural de Tresjuncos, había fallecido el 21 de agosto de 1910 a las 8.30 o las 9.00 de la noche a consecuencia de haber sido asesinado por Gregorio Valero y León Sánchez. El acta recoge la anotación marginal: No ha podido ser identificado el cadáver por no haber sido hallado.
En 1918, después de cuatro años y medio encarcelados, comienza el juicio en la Audiencia Provincial, con un sumario plagado de contradicciones y diligencias sin esclarecer. La vista se solventó en siete horas. El jurado que condenó a los acusados apenas deliberó durante treinta minutos y los doce miembros los consideraron culpables de la muerte de José María. La labor de la defensa consistió en limitarse a evitar la pena de muerte, el garrote vil vigente en esos días. Gregorio cumplió condena en el penal de San Miguel de los Reyes en Valencia, mientras que León la cumplió en la prisión de Cartagena.

### Indulto y salida de prisión
El 4 de julio de 1925 y como consecuencia de dos decretos de indulto, salieron de la cárcel recuperando la libertad tras haber cumplido doce años y dos meses de condena. Tras salir de prisión comprobaron las dificultades de sus familias, apartadas de la sociedad y tuvieron problemas para hallar trabajo por ser asesinos confesos y penados.

### Aparición de José María Grimaldos
Mientras, eran diversos los rumores que aseguraban haber visto con vida al difunto, incluso se decía que había visitado a su madre y hermana. El 8 de febrero de 1926, el cura de Tresjuncos, Pedro Rufo Martínez Enciso, uno de los mayores instigadores de la culpabilidad de los acusados, recibió  una carta del cura del cercano municipio de Mira (Cuenca), en la que solicitaba la partida de bautismo de José María Grimaldos a fin de celebrar el matrimonio de éste. El cura de Tresjuncos, sin salir de su estupor ante semejante noticia, decidió no responder y ocultar la carta. Impaciente por el retraso de su matrimonio, Grimaldos decidió partir hacia Tresjuncos y se presentó sin más en el pueblo. Los vecinos no daban crédito al ver vivo a José María y todo el pueblo y sus alrededores se conmovieron ante la noticia. Entonces, el juez de Belmonte intervino y ordenó detener al supuesto José María Grimaldos. En las siguientes horas, la noticia llegó a la prensa y a la opinión pública y alcanzó enorme trascendencia. El supuesto difunto arguyó que al ver en sus bolsillos el dinero de la venta de las ovejas, le había dado "un barrunto" y decidió marcharse. Dijo no haber tenido noticia del caso.
Tras la indiscutible identificación de Grimaldos, el asunto fue utilizado en la prensa opositora a la Dictadura de Primo de Rivera. El ministro de Gracia y Justicia, Galo Ponte y Escartín, ordenó la revisión de la causa y mandó al fiscal del Tribunal Supremo interponer recurso de revisión contra la sentencia de la audiencia de Cuenca. En dicha orden se anota que «hay fundamentos suficientes para estimar que la confesión de los reos Valero y Sánchez, base esencial de sus condenas, fue arrancada mediante violencia continua inusitada». (...) Según el Tribunal Supremo: «en vista del error de hecho que motivó la sentencia, se declara la nulidad de la misma, por haberse castigado en ella delito que no se ha cometido, afirmándose así la inocencia de Gregorio Valero y León Sánchez» (Tribunal Supremo, sentencia del juicio de revisión de 10 de julio de 1926). La sentencia publicada por el Tribunal Supremo declara nula la resolución dictada en Cuenca en 1918, estableciendo así la inocencia de Sánchez y Valero; al mismo tiempo establece la nulidad en el acta de defunción de José María Grimaldos, y determina las indemnizaciones correspondientes que el Estado debe abonar a los presos en estos casos.
Sánchez y Valero acabaron sus días en Madrid, lejos de su pueblo y de las gentes que los habían condenado. Allí se les ofreció un trabajo de guarda jurado en el Parque del Retiro al servicio del Ayuntamiento. En el año de 1935 el Estado español concedió a Gregorio Valero y León Sánchez una pensión vitalicia de tres mil pesetas anuales con retroactividad de cinco años.

### Proceso a los responsables
El juez instructor de Belmonte, Emilio Isasa Echenique, murió  en su casa de Sevilla pocos días después de conocerse la sentencia rectificativa de 1926, oficialmente a causa de una angina de pecho aunque bajo sospecha de suicidio. Quien sí murió oficialmente por suicidio fue el cura párroco de Tresjuncos, Pedro Rufo Martínez Enciso, ahogado en una tinaja de vino.
El 17 de mayo de 1935 se inició en la Audiencia provincial de Cuenca juicio contra el resto de los responsables del error judicial. El fiscal pidió ocho años de prisión y multa de veinticinco mil pesetas por un delito de coacciones, mientras la acusación particular les acusó de coacción, amenaza y falsificación de documento público. Todos ellos fueron absueltos. 
En concreto se sentaron en el banquillo de los acusados las siguientes personas:
- Gregorio Regidor, teniente de la Guardia Civil.
- Juan Taboada, sargento de la Guardia Civil. Posteriormente se encontró con los acusados en Madrid, desatándose una refriega en la que tuvo que intervenir la fuerza pública. Murió asesinado durante la guerra civil.
- Telesforo Díaz, guardia Civil.
- Manuel Rodríguez, actuario del Juzgado de Belmonte.
- Juan José Jáuregui, médico forense. Posteriormente reconocería haber presenciado la tortura a Valero y Sánchez.
- Baldomero Labarga, médico forense.

## El crimen en la literatura y el cine
El famoso escritor Ramón J. Sender, escribe la novela El lugar de un hombre (1939), en la que además de las torturas denunciaba las redes caciquiles. El escritor conquense Luis Esteso y López de Haro, natural de San Clemente, le dedicó unas coplas bajo el título El crimen de Cuenca que editó en una de las numerosas recopilaciones de sus escritos (Madrid, G. Hernández y Galo Sáez, 1927). El matemático Carlos Maza Gómez estudia también el caso en su libro Crímenes de 1926.
La directora de cine Pilar Miró rodó una película, estrenada en 1979, titulada El crimen de Cuenca. El guion de la película, escrito por Lola Salvador Maldonado, estaba basado en el libro homónimo de la propia guionista, publicado con el mismo título y en el mismo año por la editorial Argos Vergara. La película es un fuerte alegato contra la tortura y se sobreentiende que el crimen al que se refiere el título es el cometido por los guardias civiles que torturaron a los sospechosos. En una decisión sorprendente para la joven democracia española (y presumiblemente ilegal, pues la censura se había abolido dos años antes), el ministro de la cultura, Ricardo de la Cierva, prohibió la proyección de la película y esta no pudo ser estrenada hasta agosto de 1981. 
La película fue secuestrada por la Jurisdicción Militar y su directora fue procesada por un presunto delito de injurias a la Guardia Civil. Este caso constituyó uno de los mayores escándalos políticos de la Transición española.